# 菲塞特岩
菲塞特岩（英語：Physeter Rocks）是南極洲的岩石，位於俄林島以西，屬於帕默群島的一部分，由英國探險隊拍攝照片，該岩石現時由南極條約體系管理。